# Troy (Carolina del Norte)
Troy es un pueblo ubicado en el condado de Montgomery en el estado estadounidense de Carolina del Norte. En el año 2000 tenía una población de 3.430 habitantes y una densidad poblacional de 446.6 personas por km². Es la sede del condado de Montgomery.

## Geografía
Troy se encuentra ubicado en las coordenadas 35°21′38″N 79°53′47″O / 35.36056, -79.89639.

## Demografía
Según la Oficina del Censo en 2000 los ingresos medios por hogar en la localidad eran de $22.933, y los ingresos medios por familia eran $33.984. Los hombres tenían unos ingresos medios de $29.500 frente a los $19.861 para las mujeres. La renta per cápita para la localidad era de $11.420. Alrededor del 20.9% de las familias y del 24.8% de la población estaban por debajo del umbral de pobreza.